# پارلمان مالت
پارلمان مالت (مالتی: Il-Parlament ta' Malta) نهاد قانون‌گذاری کشور مالت، واقع در والتا است که یک پارلمان تک‌مجلسی به همراه مجلس نمایندگان منتخب به صورت دموکراتیک و رئیس‌جمهور مالت است. طبق قانون قانون اساسی، همه وزرای دولت، از جمله نخست‌وزیر، باید از اعضای مجلس نمایندگان باشند.
بین سال‌های ۱۹۲۱ و ۱۹۳۳، این پارلمان، دومجلسی بود که از سنا (سنات) و نیز یک مجلس قانونگذاری (Assemblea Leġiżlattiva) تشکیل شده بود.